# Mahu raba
Mahu raba är en mosse i Estland.   Den ligger i landskapet Lääne-Virumaa, i den centrala delen av landet, 110 km öster om huvudstaden Tallinn.